# WxDownload Fast
wxDownload Fast (noto anche con il nome di wxDFast) è un download manager open source, simile nelle funzioni al più noto GetRight (che tuttavia è uno shareware a pagamento).
È stato concepito per essere multipiattaforma, ed attualmente sono disponibili versioni per Windows (2000, XP), Linux e macOS).
Il programma è un download manager multi-thread, ovvero può dividere un file in più parti e ripartire il download tra più server, o tra più connessioni presso il medesimo server.
Scritto in C++, fa uso della libreria di astrazione wxWidgets, wxDownload Fast può essere compilato con Visual C++ o MinGW, ossia se lo si desidera si può far uso di soli strumenti open source.

## Caratteristiche
- Acceleratore di download (con trasferimenti segmentati)
- Ripristino dei download interrotti
- Programmazione (scheduling) dei download
- Mostra i messaggi del server (HTTP, FTP, file://). Supporto HTTPS non presente.
- Disponibile in molte lingue, tra cui tuttavia manca attualmente l'italiano
- Supporta la connessione a server FTP che richiedono una password
- Calcola l'MD5 dei file scaricati per facilitarne la verifica di integrità
- Supporta il protocollo Metalink